# Estação Sabana Grande
A Estação Sabana Grande é uma das estações do Metrô de Caracas, situada no município de Libertador, entre a Estação Plaza Venezuela e a Estação Chacaíto. Administrada pela C. A. Metro de Caracas, faz parte da Linha 1.
Foi inaugurada em 27 de março de 1983. Localiza-se no cruzamento do Boulevard de Sabana Grande com a Rua Negrin. Atende a paróquia de El Recreo.